# شهرستان سوسکوفسکی
شهرستان سوسکوفسکی (به لاتین: Soskovsky District) یک شهرستان در روسیه است که در استان اریول واقع شده‌است.